# Chrysotoxum rasilum
Chrysotoxum rasilum är en tvåvingeart som beskrevs av Violovitsh 1981. Chrysotoxum rasilum ingår i släktet getingblomflugor, och familjen blomflugor. Inga underarter finns listade i Catalogue of Life.